# Florin Mergea
Florin Mergea ( * 26. ledna 1985 Craiova) je rumunský tenista, který se zaměřuje především na čtyřhru.

## Kariéra
Ve své juniorské kariéře zaznamenal Mergea několik významných úspěchů. V roce 2003 získal svůj jediný juniorský grandslamový titul, když ve finále Wimbledonu zdolal Chrise Gucciona 6–2 a 7–6(3). V témže roce se dostal do finále juniorky Australian Open, kde však podlehl kyperskému tenistovi Marcosi Baghdatisovi dvakrát 6–4. Mezi juniory vyhrál i několik grandslamových deblových titulů. Pokaždé se svým krajanem Horiou Tecăuem. V letech 2002 i 2003 získali titul z Wimbledonu a navíc se pokaždé dostali i do finále Australian Open.
Mezi dospělými se prosadil hlavně ve čtyřhře. Na okruhu ATP Challenger Tour získal v této disciplíně mnoho titulů. Od roku 2012 zaznamenal úspěchy i na okruhu ATP World Tour, kde získal několik titulů.

## Finálové účasti na turnajích ATP World Tour (1)

### Čtyřhra 2 (2–0)
| Legenda                       |
| ATP World Tour 500 Series (0) |
| ATP World Tour 250 Series (2) |

| Č. | Datum          | Turnaj              | Povrch    | Partner       | Vítězové                                 | Výsledek |
| 1. | 20. říjen 2013 | Vídeň, Rakousko     | tvrdý (h) | Lukáš Rosol   | Daniel Nestor Julian Knowle              | 7–5, 6–4 |
| 2. | 9. únor 2014   | Viña del Mar, Chile | antuka    | Oliver Marach | Juan Sebastián Cabal Robert Farah Maksúd | 6–3, 6–4 |

## Tituly na turnajích ATP Challenger Tour (14)

### Čtyřhra (14)
| Č.  | Datum             | Turnaj              | Povrch    | Partner               | Soupeři ve finále                    | Výsledek           |
| 1.  | 8. srpen 2004     | Temešvár            | antuka    | Horia Tecău           | Marius Călugăru Ciprian Petre Porumb | 6–3, 6–3           |
| 2.  | 9. říjen 2004     | Řím                 | antuka    | Werner Eschauer       | Francesco Aldi Francesco Piccari     | 6–7(5–7), 6–3, 6–0 |
| 3.  | 30. červen 2007   | Almaty              | antuka    | Teodor-Dacian Crăciun | Alexej Kenrjuk Alexandr Kudrjavcev   | 6–2, 6–1           |
| 4.  | 9. září 2007      | Brašov              | antuka    | Horia Tecău           | Adrian Cruciat Marcel-Ioan Miron     | 5–7, 6–3, [10–8]   |
| 5.  | 2. březen 2008    | Cherbourg-Octeville | tvrdý (h) | Horia Tecău           | Jean-Claude Scherrer Márcio Torres   | 7–5, 7–5           |
| 6.  | 17. květen 2008   | Marrákeš            | antuka    | Frederico Gil         | James Aucklang Jamie Delgado         | 6–2, 6–3           |
| 7.  | 29. červen 2008   | Constanța           | antuka    | Horia Tecău           | Júlio Silva Simone Vagnozzi          | 6–4, 6–2           |
| 8.  | 10. září 2011     | Brašov              | antuka    | Victor Anagnastopol   | Dušan Lojda Benoît Paire             | 6–2, 6–3           |
| 9.  | 29. červenec 2012 | Oberstaufen         | antuka    | Andrei Dăescu         | Andrej Kuzněcov Jose Rubin Statham   | 7–6(7–4), 7–6(7–1) |
| 10. | 25. srpen 2012    | Segovia             | tvrdý     | Stefano Ianni         | Konstantin Kravčuk Frank Moser       | 6–2, 6–3           |
| 11. | 1. září 2012      | Como                | antuka    | Philipp Marx          | Colin Ebelthite Jaroslav Pospíšil    | 6–4, 4–6, [10–4]   |
| 12. | 14. říjen 2012    | Rennes              | tvrdý (h) | Philipp Marx          | Tomasz Bednarek Mateusz Kowalczyk    | 6–3, 6–2           |
| 13. | 7. říjen 2013     | Rennes              | tvrdý (h) | Oliver Marach         | Nicholas Monroe Simon Stadler        | 6–4, 3–6, [10–7]   |
| 14. | 28. říjen 2013    | Ženeva              | tvrdý (h) | Oliver Marach         | František Čermák Philipp Oswald      | 6–4, 6–3           |